# ミス・メジャー・グリフィン・グレイシー
ミス・メジャー・グリフィン・グレイシー （英語: Miss Major Griffin-gracy、1940年10月25日-）は、トランスジェンダーの権利活動家である。特に、有色人種のトランス女性の権利活動や、コミュニティ・オーガナイザーとして知られる。TGI・ジャスティス・プロジェクトの初代取締役として、トランスジェンダー、インターセックス、ジェンダー・ノンコンフォーミングな人々や、監獄・産業複合体に相対的に収監されやすい立場にある受刑者の支援活動などを続けてきた。ストーン・ウォールの反乱をはじめ、生涯を通して様々な政治活動に関わってきた事で知られる。ミス・メジャー、メジャーさんと呼ばれることも多い。

## 来歴
ミス・メジャーは1940年10月25日にシカゴの南部に生まれ、出生時には、男性と割り当てられた 。グリフィンは母方の姓である。若い頃から、内緒で母のドレスを着るなどの、ジェンダー表現を隠れて試していた。シカゴに住むドラァグクイーンに、女性としての着こなしや化粧を教えてもらい、ドラァグ・ボールに参加するようになる。

彼女が青春時代に参加したシカゴのドラァグ・ボールについて、後のインタビューで次のように語っている。
「[ドラァグ・ボール]は素晴らしかった。まるで今、オスカーに行くように、みんなドレスアップして、男はタキシードに、クイーンたちは信じられないようなガウンを、年中かけて準備したようなガウンを身に纏った。そしてストレートの人たちが見にくる。今日来るような人たちとはまた違って、当時は起きていた事をただ評価していた。」
ミス・メジャーは10代の時にカミングアウトしたというが、1950年代当時、まだ性自認についての用語も限られており、彼女や彼女の周りの人は、出生時に割り当てられた性別に、具体的に疑問を持っているとは認識していなかったと語った。
10代の頃、周りから多くの誹謗中傷や嫌がらせ、暴力を受け、当時は身を守るため常に誰かと一緒にいなければならなかったとラジオインタビューで語っている。
私生活では20年以上の間、セックスワーカーとして生計を立て、長年の路上生活を経験した。また、貧困から窃盗などの違法行為に関わり、刑務所生活も経験した。このような経験から、ジェンダー・アイデンティティを理由に合法的な経済活動から排除された事で、犯罪化され、収監されるトランス女性を支援する活動を始める。

## 活動家として

### ニューヨークとストーンウォールの反乱
ミス・メジャーは自身のジェンダー表現を理由に２つのカレッジを退学になり、シカゴからニューヨークに引っ越すことにした。当時、ニューヨークはLGBTQが各地方から集まってはいたものの、トランスジェンダーに必ず許容的なわけではなく、ゲイバーなどでもトランス女性の入店を断ることが多かった。しかし、グリニッチ・ヴィレッジにあるストーンウォール・インは門戸を開いており、ミス・メジャーは徐々にコミュニティの一員となる。当時のことを、「ストーンウォールには何も問題なく行くことができた。わざわざ自分たちの説明なんかする必要もなかった」と語った。
1969年6月27日、警察はストーンウォール・インに踏み込み捜査を行うが、警察により長年抑圧されてきたLGBTQコミュニティやセックスワーカー達の反発に遭い、ストーンウォールの反乱が起きる。その時、ミス・メジャーはストーンウォールインでガールフレンドと待ち合わせをしており、ストーンウォールの反乱では先導的な役割だった事が語り継がれている。反乱の途中で警官に頭部を殴られ、意識を失い拘束された。
ミス・メジャーは侵入窃盗による5年の懲役刑でクリントン刑務所に収監される。そこで、アッティカ刑務所暴動のリーダー格の一人であったフランク・“Big Black”・スミスと出会う。スミスはミス・メジャーがトランスジェンダーである事にも敬意を持って接し、二人は頻繁に連絡を取り合うようになる。スミスは、ミス・メジャーや彼女の周りの人たちが経験している苦しみの根本的な解決のために行うべき活動を説いた。コミュニティのための活動に新たな希望を持ち、1974年に釈放される。	

### カリフォルニア
1978年、ミス・メジャーはカリフォルニア州サンディエゴに移り、草の根運動を組織し始める。まずは、地元のフードバンクでの活動を始め、後に収監や依存症、ホームレスネスなどに苦しむトランス女性を直接支援する活動を始める。サンディエゴに住んでいる間、アメリカ合衆国ではエイズが大流行していた。その影響でミス・メジャーは医療支援や葬儀を週に何度も行うほどだった。1990年代にはサンフランシスコ・ベイエリアに引っ越し、複数のHIV/AIDS支援団体で活動した。
2003年、アレックス・リーが立ち上げたTGI・ジャスティス・プロジェクトで働き始める。TGIとはトランスジェンダー (T)、ジェンダーバリアント(G)、インターセックス (I) の頭字語で、そのような周縁化された人々、その中でも特に有色人種の人々に対する人権侵害の撲滅を目指す団体である。ミス・メジャーは代表取締役としてプロジェクトに関わり、刑務所や、その他の施設に収監されたトランスジェンダー女性のサポートを行ってきた。設立当初からの貢献からミス・メジャーは共同創設者として名を上げられる場合もある。
TGI・ジャスティス・プロジェクトの代表としてだけでなく、個人としてもトランス女性の犯罪化と警察の暴力の撲滅活動を先導してきた。また、様々な団体でリーダーシップを発揮するだけでなく、多くは家族に勘当されている収監されたトランス女性たちの代理家族として、パーソナルな支援を続けていることで知られている。

### 主義
ミス・メジャーは、今の社会でトランスジェンダーやジェンダークィアとして生きる事は、常に社会の主潮から排除され、「法の外側」で生活をしなければならない状態だと指摘する。特に教育の機会や、就業の機会を奪われる事が常態化しており、合法的な経済活動に参加できないことが、最終的な収監に繋がる大きな理由だとする。また、収監されていないトランスジェンダーやクィア自認を持つ人々も多くいるものの、それらアイデンティティやその表現の仕方が常に社会の規範や公的な制度により、取り締まられていることを指摘する。彼女は、産獄複合体をトランスジェンダーの人々が収監される大きな理由の一つとしてあげており、その中でも特に有色人種や低所得者のトランス女性が相対的に多く収監されていると指摘する。
また、トランスジェンダーの人たちの抑圧や差別の経験に声を傾けたアクティビズムの必要性を説いている。彼女自身も、周りで多くの若いトランス女性が殺され、それに対して社会が無関心である事を知ってからトランスジェンダー活動家としての道を歩む事となった。特に1970年代、友人であったプエルトリコ系セックスワーカーでトランス女性のパピーが自宅で死んでいるのが発見された。ミス・メジャーによると殺人の形跡があったにもかかわらず、警察は自殺と結論づけた。後のインタビューでこの事件はミス・メジャーに大きな影響を及ぼしたと語っている。
パピーが殺された事で、私たちは安全でも、誰かの手が届かない所にいるわけでもないことを思い知った。そして、もし誰かが私たちに手を出しても、誰も屁とも思わない。私たちにはお互いしかいない。…だから私は自分の事は自分で守り始めた。…誰かの車に乗る時は、私たちはできるだけ多くの情報を書き記すようにした。もし誰かが帰ってこなかった時のため、他の人たちがその男を目撃できるように [顧客の] 男性が車の外に出るように誘導したりした。そういったことから始まった。誰も私たちのためにはしてくれなかったから、自分たちでやるしかなかった。 —ミス・メジャー・グリフィン・グレイシー
この思いは今日までミス・メジャーの活動を通して見られる。
ミス・メジャーは、歴史的にトランスジェンダーの人々を参加や先導的立場から排除してきたLGBT運動を度々批判している。中でも有色人種、低収入、または収監された経験のあるトランスジェンダーの人が特に排除されている事を厳しく批判している。

### フェミニズム
ミス・メジャーは自身も認めるフェミニストである。女性は強さと繊細さを同時に、誇りを持って体現できると考えている。憧れの人物としてクリスティーン・ジョーゲンセン、シルヴィア・リベラ、マーシャ・P・ジョンソンを挙げ、影響を受けた人物としてエイズ啓発活動を続けたエリザベス・テイラーと産獄複合体の研究者であるアンジェラ・デイヴィスを挙げた。彼女の活動はリベラル・フェミニズム的な観点から主に若いトランス女性の安全のために捧げられる。社会、政治活動で最も好きな事は教育を通してコミュニティに携わる事だと語った。若いトランス女性の基本的な人権を望み、「私はあの娘たちが自分自身でいられるチャンスを望んでいる。若いトランスジェンダーの人が学校へ通い、他のみんなと同じように習い、そして社会に出て自分の人生を生きる。怖れず、死が唯一の解決策だと思わないよう」と語った。
また、基本的な人権の保障だけでなく、コミュニティの革新的な変化も提言している。特に、貧困、人種、ジェンダーなどのインターセクショナリティ（交差したアイデンティティとそれによる影響）に関連した収監や、雇用機会の欠如、精神と身体の健康などについての問題を提起している。

## ドキュメンタリー
1960年代からのミス・メジャーの活動を追ったドキュメンタリー映画『メジャーさん！』（英: Miss Major!）が2015年に公開された。自身の映画について、若いトランス女性に彼女らのストーリーを見せるためだけでなく、まだ多くの若い女性が助けを必要としていることを自身が忘れないためでもあると語った